# 悪女のすべて
『悪女のすべて』（あくじょのすべて）は、BS松竹東急で2022年7月2日から9月24日まで放送されたテレビドラマ。主演は足立梨花。
BS松竹東急オリジナルドラマ枠「土曜ドラマ」の第2弾。
とある田舎で有名監督による大規模な映画撮影が計画され、そのヒロイン役を町内で生まれ育った女性から抜擢することになり、村唯一の劇団に所属する女性たちが女優を抜擢する名目でやってきた謎の指導者に焚きつけられ、ヒロインの座をめぐり徐々に互いをライバル視し争うようになっていくさまが描かれる。

## キャスト

### 主要人物
玉野久美（たまの くみ）
演 - 足立梨花　（幼少期：小川向日葵）
劇団「そよかぜ」の劇団員。平和主義の専業主婦。旧姓：森岡。
10年前、啓聖大学演劇サークル在籍時、舞台「片目のリリアン」のヒロインの座を城戸莉沙と争った際、城戸から誤解で恨みを買い、嫌な思いをしたことから演劇の世界から足を洗うが、自分の知らないところで百合園・城戸姉妹から母親の命を奪った復讐の対象としてさらなる恨みを買っていた。
「デーモンフェレット」の映画化の話が立ち消えになって3か月後、夫の洋平や息子の奏多と噛み合わない会話をして、気がふれたかのような振る舞いを続けるが、その傍らには「狂った女」と書かれた台本が置かれていた。
百合園凛子（ゆりぞの りんこ）
演 - 小沢真珠 （少女時代：新井美羽）
映画に出演する女優を抜擢するため石丸村に現れた謎の演技指導者。
城戸莉沙の姉で、10年前、舞台「片目のリリアン」のオーディション会場に居合わせており、久美を妹からヒロインの座と交際相手の芦澤を奪い取り、さらにはアクティングコーチであった母・透子の命をも奪い取った悪女と妄想し恨みを募らせ、久美の大切なものをすべて奪い取る復讐の機会を伺っていた。
安田智花子から腹部を刺され重傷を負い、「デーモンフェレット」の最終オーディションに立会できないと思われたが、無理をおしてオーディションに現れ、久美の自由演技に亡き母・透子の面影を感じ感動し、久美を女優として認めると稽古場の床に倒れ込む。

### 劇団「そよかぜ」
田舎町・石丸村唯一のアマチュア劇団。
安田智花子（やすだ ちかこ）
演 - 佐藤玲（幼少期：宮地美然）
久美の幼なじみ。資産家の娘。
久美の靴にネジを混入したり、久美を彼女の夫・洋平と別れさせようと画策し、洋平に連れられ別居中の奏多から託けられた久美宛ての手紙を離婚届にすり替えるなど数々の嫌がらせをしていたが、それは突如石丸町に現れた百合園に接触を図った際、昔から周りに自分より愛される久美を疎ましく思っていた気持ちを利用され、百合園の書いた台本通り悪女を演じたためであった。
しかし、百合園に裏切られデキレースで合格するはずだったオーディションで落選させられ、台本のことまでばらされたことをきっかけに、これまで隠していた久美への憎悪の気持ちを口にして逆上、稽古場の舞台照明を天井から久美の頭上めがけて落下させるが、城戸莉沙に阻まれる。
百合園の指示通り久美へ嫌がらせをしていたものの、実際は嫌がらせすることに抵抗を感じており、涙ながらに百合園の指示をスマホの通話で拒んでいる様子を梶原に目撃されていたが、百合園に裏切られた報復に、彼女の滞在するホテルを訪れナイフで腹部を刺し、石丸村の山の中へと姿を眩ませる。
伊豆田裕子（いづた ゆうこ）
演 - 小林きな子（第1話 - 第7話・第12話・最終話）
うわさ好きの主婦。外見にコンプレックスを持つ。
人の弱みに付け込んでは、恐喝して「はい、1万円」と金を要求するが、百合園にその事を把握されており、恐喝の様子を盛り込んだ光源氏の芝居をあてつけで稽古させられる。
食い意地が張ってお菓子ばかりたべているが、いぶりがっこが苦手。
スーパーでいじめていた後輩の井林の逆襲に遭い、劇団を退団する羽目になる。
野々宮すみれ（ののみや すみれ）
演 - 桜一花（第1話 - 第8話・第12話・最終話）
宝塚好きの見栄っ張りな主婦。演出家の青柳と交際し小遣いを渡している。
スーパーで万引きしている証拠写真をネタに、伊豆田から1万円を要求される。
同姓の「野々宮」の豪邸を自宅と偽っていたが、それも伊豆田にバレて再び恐喝される。
隣家のボヤ騒ぎで自分の見栄っ張りの性格で息子・幸太郎がニートになったと思うに至り、百合園から出された自由演技の課題で、宝塚風の芝居で真実（実は貧乏、築古の平屋住まい、化粧眉、付けまつ毛、白髪隠しのウィッグ）をカミングアウトし、劇団を去る。
梶原（かじわら）
演 - 森準人
劇団唯一の男性演者。映画に出演できる期待を抱きつつ百合園の芝居の稽古に参加する。
結婚を機に関西から妻の地元の石丸村に移住するが、妻に逃げられ離婚、現在はひとり娘の美玲と二人暮らし。
娘の美玲をかわいがってくれる久美に想いを寄せ、一線を越えて久美にキスをする。
青柳雅人（あおやぎ まさと）
演 - 川郷司駿平
劇団の演出家。劇団員の野々宮と彼女が渡す小遣い目当てで交際している。
百合園が現れてからは、演出助手になって彼女のサポートに回る。
井林夢香（いばやし ゆめか）
演 - 武藤十夢（AKB48）
伊豆田の働くスーパーの後輩。伊豆田から理不尽な理由で難癖をつけられ、事あるごとに1万円を要求される。
そのため逆襲に転じ、スーパーの総菜のエビフライと共に伊豆田の眼鏡を揚げ、百合園に接近して「そよかぜ」に入団、伊豆田の邪魔をしてオーディションを落選させ劇団から追放し、カツアゲ時の音声データを劇団員の前で公開して彼女の悪行を晒し復讐を遂げる。
復讐後は伊豆田との立場が逆転し、スーパーの揚げ物の仕事を押し付ける。

### 久美の家族
玉野洋平（たまの ようへい）
演 - 秀光
久美の夫。石丸村農林課の職員。
智花子から聞こえるように久美が芝居で梶原とキスしたことを吹き込まれ嫉妬し、奏多を連れて家を出ていく。
妻の不倫疑惑に嫉妬するその裏で、出会い系サイトで出会った女性とラブホテルで浮気していた。
玉野奏多（たまの かなた）
演 - 石塚陸翔
久美と洋平の息子。幼稚園児。喘息の持病持ち。
父・洋平がラブホテルのポイントカードを隠し持っていたことを、母親の久美に教えるべきかどうか幼いながらも思い悩む。
母恋しさで「そよかぜ」の稽古場に久美に会うためひとりで現れ、その際、近づこうとした智花子をにらみつけると風が吹き、不思議な力で智花子の足を動けなくする。

### デーモン・フェレットの制作関係者
石丸村で撮影が行われる映画の制作関係者。
芦澤良暉（あしざわ りょうき）
演 - 庄野崎謙（第1話・第8話 - 第10話）
デーモン・フェレットで主役を務める人気俳優。10年前、舞台「片目のリリアン」で久美と共演している。
鴨志田慎吾（かもしだ しんご）
演 - 有薗芳記（第1話・第10話・第12話・最終話）
絵本デーモン・フェレットの原作者。自著の映画化を企画し監督を務める。
「デーモンフェレット」の最終オーディションに立ち会うため、石丸村に現れ、オーディション用の台本を使わず、主人公のデーモンフェレットが娘と最後の別れを遂げるシーンを自由演技で作り上げる審査内容に途中から切り替える。

### その他
城戸莉沙（きど りさ）
演 - 入来茉里　（幼女時代：中村乙葉）（第1話・第8話 - 最終話）
10年前、明櫻学院大学の演劇サークル在籍時、「片目のリリアン」のヒロインの座を久美と争った女性。主演の芦澤と交際していた。
持病で薬を服用しないと咳が止まらなくなるが、ヒロイン役の最終オーディションの際、持病が発症したため落選してしまう。
その際、久美に故意に薬を捨てられたと誤解したことを契機に、久美がヒロインの座と芦澤を奪いとった悪女と妄想し、さらにはアクティングコーチの母・透子が担当する久美に入れ込み、持病を押して演技指導をしたため亡くなり、久美に憎悪を募らせていた。
デーモンフェレットの最終選考に残っていた女優として、劇団「そよかぜ」のオーディションに途中から合流する。
安田智花子が逆上し、稽古場の舞台照明を天井から久美の頭上に落下させるが、オーディションの最終候補として対決するために久美を押しのけ、久美を助ける。
「デーモンフェレット」の最終オーディションで怖気づいて上手く演技ができない久美を稽古場の外に連れ出し二人きりになり、自分が傷つくのを観たくない悪女と責め立て、久美を発奮させる。
城戸透子（きど とうこ）
演 - 内田春菊
百合園凛子と彼女の妹・城戸莉沙の母親。アクティングコーチ。
10年前、演技指導を担当していた久美に入れ込み、持病を隠し彼女の演技指導に心血を注いだため、病を悪化させ息絶えた。
久美には「片目のリリアン」のヒロインの座を争った莉沙と、彼女の姉・百合園の母親であることを明かしていなかった。

### ゲスト

#### 第2話
演劇サークルの女性
演 - 西山なずな、小南音桃（第8話・第10話・第11話）
芦澤の相手役のオーディションに挑む城戸莉沙を、芦澤の交際相手と噂する。

#### 第3話
野々宮幸太郎
演 - 芳村宗治郎（第8話）
野々宮すみれの息子。ひきこもりのニート。普段は母のすみれと取っ組み合いのけんかをするほど仲が悪い。
隣家の失火で避難した際、すみれの大切にしている宝塚のビデオを持ち出してくれた。

#### 第5話
梶原美玲（かじわら みれい）
演 - ポン璃菜アメリー
梶原のひとり娘。久美に懐いている。

#### 第8話
野々宮
演 - 今藤洋子
豪邸に住む本物の野々宮。豪邸の脇に無断駐輪していたすみれを見つけ、桶の水を柄杓で浴びせかけ「汚い」と連呼したことから、逆上したすみれにマウントを取られ、首を絞められ殺されそうになる。
石丸村の村民
演 - 仲義代
　野々宮すみれに家が火事だと伝えに来る。

#### 第10話
清掃員
演 - 松山尚子（第11話）
舞台「片目のリリアン」の控室の清掃に現れ、城戸莉沙の発作を止める薬の入った袋をゴミと間違った久美から渡される。
演出家
演 - 中村公隆
舞台「片目のリリアン」の演出家。

#### 最終話
石丸村の女性たち
演 - 異儀田夏葉、寺田みなみ
「デーモンフェレット」の映画化の話が立ち消えとなり、3か月もマスコミが取材のため石丸村に張り込んでいることを、迷惑な話と話し、そもそもオーディションの話は嘘だったのではないかと騒ぎ、最終オーディション以降、見かけなくなった百合園は死んだのではないか、生きていればまた復讐に石丸村に現れるのではないかと噂話する。

## 用語
デーモン・フェレット
石丸村が舞台の名作絵本。村人や娘のために盗人になる母親・デーモンフェレットの物語。映画化が決定し、石丸村でロケが行われることになり、劇団「そよかぜ」にヒロイン役のオーディションの話が持ち込まれる。
片目のリリアン
大学の演劇サークルに所属していた久美が城戸莉沙とヒロインの座を争った芦澤良暉が主演の舞台劇。

## スタッフ
- 監督 - 日暮謙、倉木義典、中田博之、岸本鮎佳、宮岡太郎、多次見隼斗
- 脚本 - 岸本鮎佳、ニシオカ･ト･ニール、國吉咲貴
- 主題歌 - Tielle 「In the Dark」[3]（ワーナーミュージック・ジャパン）
- 音楽 - 齋藤優輝
- 技術協力 - ビデオフォーカス、Kカンパニー
- 美術協力 - KHKアート
- 音響効果 - スポット
- ポスプロ - ビーグル
- プロデューサー - 篠原任成、小林泰子、大塚安希、宮岡太郎
- 制作著作 - BS松竹東急、MMJ

## 放送日程
| 各話   | 放送日  | 脚本               | 監督       |
| ------ | ------- | ------------------ | ---------- |
| 第1話  | 7月02日 | 岸本鮎佳           | 日暮謙     |
| 第2話  | 7月09日 | 岸本鮎佳           | 日暮謙     |
| 第3話  | 7月16日 | ニシオカ･ト･ニール | 倉木義典   |
| 第4話  | 7月23日 | ニシオカ･ト･ニール | 倉木義典   |
| 第5話  | 7月30日 | 岸本鮎佳           | 岸本鮎佳   |
| 第6話  | 8月06日 | 國吉咲貴           | 日暮謙     |
| 第7話  | 8月13日 | ニシオカ･ト･ニール | 多次見隼斗 |
| 第8話  | 8月20日 | ニシオカ･ト･ニール | 宮岡太郎   |
| 第9話  | 8月27日 | 國吉咲貴           | 倉木義典   |
| 第10話 | 9月03日 | 國吉咲貴           | 中田博之   |
| 第11話 | 9月10日 | ニシオカ･ト･ニール | 中田博之   |
| 第12話 | 9月17日 | 岸本鮎佳           | 中田博之   |
| 最終話 | 9月24日 | 岸本鮎佳           | 日暮謙     |